# Melrose (Nouvelle-Zélande)
Pour les articles homonymes, voir Melrose.
Melrose  est une banlieue de la cité de Wellington, située dans le sud de l’Île du Nord de la Nouvelle-Zélande.

## Situation
Elle est localisée au sud du centre de la cité de Wellington, près des banlieues de Berhampore et  Newtown , et c’est le ward le plus à l’est.
Bien que adjacente à la banlieue de Lyall Bay, située à l’ouest, elle n’a pas d’accès au front de mer au niveau de cette baie, ni à celle de  Houghton Bay situées au sud.

## Histoire
En 1879, l’établissement de Melrose fut mis en vente en actions.
Les terres avaient appartenu à ‘Alexander Sutherland’, qui était décédé en 1877, et elles furent vendues à ‘Mace’ et ‘Jackson’ puis à un syndicat connu sous le nom de ‘Melrose Proprietors’.
Comme pour le lotissement de ‘James’,  Coutts Crawford (en)  au niveau de la localité de Seatoun sur la péninsule de Miramar (en), il n' y eut que quelques acheteurs, mais peu nombreux du fait des difficultés de l’accès.
Les actions de la section précédentes de Crawford au niveau de la banlieue de Kilbirnie en 1874 avait attiré principalement des spéculateurs achetant les terres peu chères pour les revendre plutôt que pour en être les propriétaires et les exploiter pour eux-mêmes .
Le borough de Melrose fut établi en 1888 à partir du premier ‘board des routes de ‘Kilbirnie Road Board’, en forme de fer à cheval et pour desservir un secteur largement rural, s’étendant de la ferme de ‘ Upland ‘ (plus tard nommé Kelburn)’ jusqu’à Brooklyn et ‘Island Bay’ et la zone plus tard, dénommée ‘Haitaitai’ et ‘Roseneath’. 
Initialement, il fut appelé : le ‘Borough de Southend’.
Le borough vécut alors une croissance rapide à partir du début des années 1890, principalement au niveau de Kilbirnie, Brooklyn et ‘Island Bay’. 
L’Amalgamation avec la cité de Wellington pouvait éviter les importantes dettes du borough pour les emprunts comme le drainage, la fourniture d’eau et un système de tramway électrique séparé. D'autant que Wellington City était en train de planifier le système de tramway électrique pour remplacer le système de tramways à cheval, privé, et l’acheta en 1902, ainsi  la première ligne électrique fut ouverte en 1904).
En juin 1902, un poll de résidents de Melrose acceptèrent de rejoindre le conseil de la cité de Wellington (en), et la fusion fut réalisée en 1903.
A cette occasion,l’extension du nouveau tramway électrique au secteur ainsi que la fourniture de l’eau et l’installation des égouts furent promis dans les 3 ans, bien que tiré vers le haut par les "mécontents" de ‘Island Bay’, qui voulaient attendre d'avoir la certitude de l’extension du tramway jusqu’à la baie de l'île .
Il y eut alors un "boom" dans la construction des maisons dans les banlieues de ‘Melrose’ et de ‘Kilbirnie’ en 1907 .

## Autres lectures
- Humphris Adrian et Mew Geoff, Ring Around the City: Wellington’s New Suburbs 1900-1930, Wellington, Steele Roberts, 2009 (ISBN 978-1-877448-67-6)

- New Zealand Gazetteer